# De doos
De doos is een artistiek kunstwerk in Amsterdam-Zuid, Buitenveldert.
De ontwerper van het metershoge beeld is Jeroen Henneman. Het werk lijkt op vroegere resultaten van zijn uitwerking van het thema doos. Hennemans eerdere beelden van dozen hebben een kleinere afmeting:
- Doos 2 uit 1996 is 75 cm hoog.[1]
- Doos 3 uit 1998 is 82 cm hoog en heeft ook diepte[2]
- Doos 4 uit 2008 is 70 cm hoog.[3]
- Doos 5 dateert van 2007 en is 80 cm hoog[4]
- Doos 2009 is 35 cm hoog[5]

In het kader van ArtZuid 2017 werd een veel grotere doos neergezet aan de De Boelelaan ter hoogte van de keerlus van de tramlijn 24 en dan ook nog 16. Ook hier is sprake van een (bijna) tweedimensionale weergave van een in wezen driedimensionaal object. Henneman noemt het zelf "een staande tekening". De contouren van de doos staan echter niet op papier, maar worden door de lucht (en omgeving) gedragen. Henneman geeft aan deze doos alleen de ribben mee en de buitenlijnen van de geopende deksel.
In de periode juni 2018 tot en met mei 2019 is het beeld verplaatst van het grasveld naar het dak van een appartementencomplex op de hoek van de Parnassusweg en De Boelelaan/De Boelegracht.

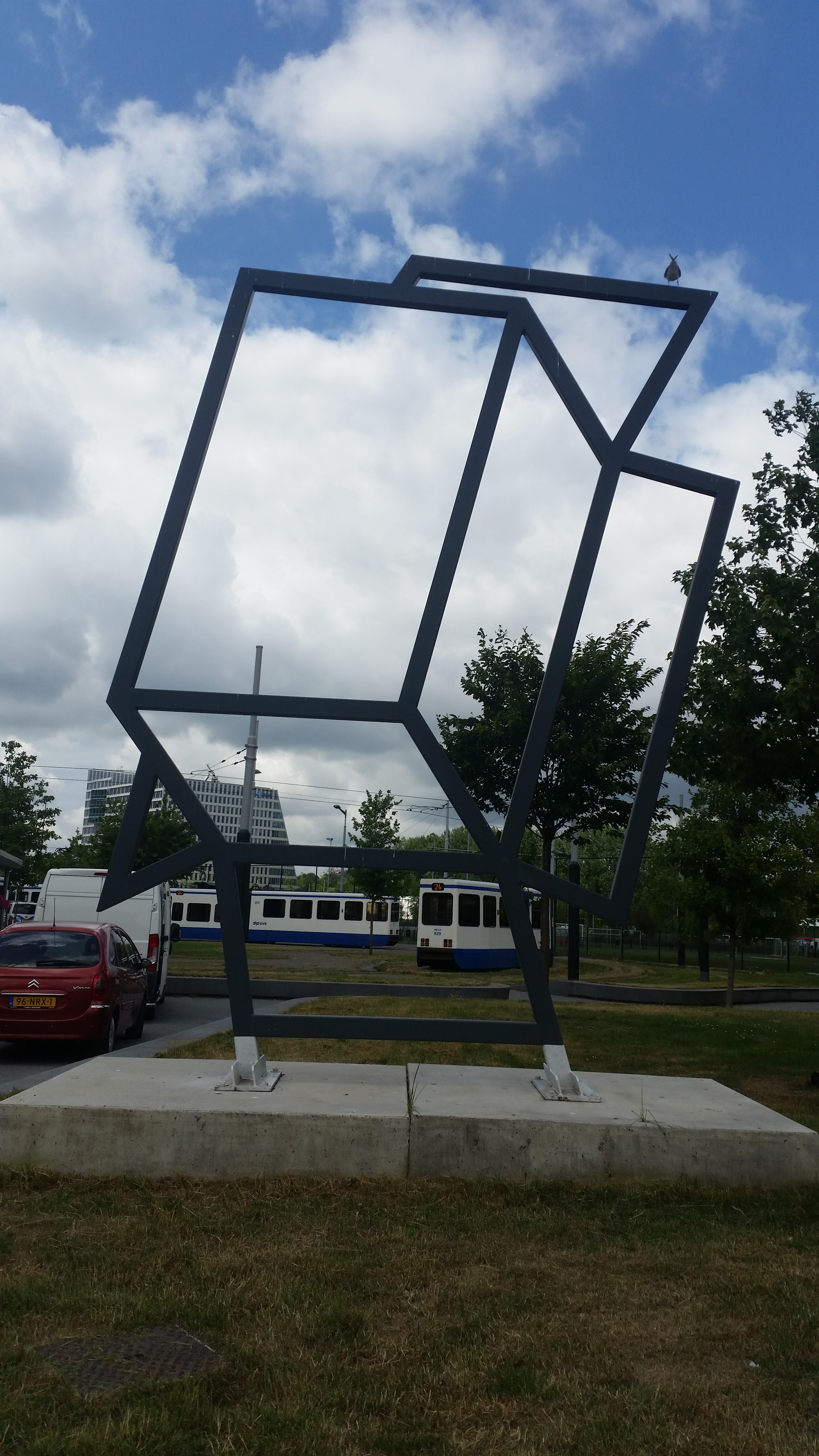
De doos op de keerlus (juni 2018)